# Istituzione di nuove province in Sardegna
L'istituzione di nuove province avvenne in Sardegna con numerosi passaggi nel corso della storia amministrativa e con delle leggi regionali del Consiglio regionale.

## 1861-2005
Nel 1859 la Sardegna fu suddivisa in 2 province (Cagliari e Sassari), 9 circondari, 91 mandamenti e 371 comuni: questo assetto perdurò anche dopo l'unità d'Italia e permase intatto per quasi settant'anni. 
Nel gennaio 1927 alle province di Cagliari e Sassari si aggiunse la provincia di Nuoro.
Con legge del 16 luglio 1974 n. 306, fu istituita la Provincia di Oristano, come scorporo della zona nord-ovest della provincia di Cagliari e di una piccola parte della zona sud-ovest della provincia di Nuoro: i 76 comuni della nuova provincia, tra cui la stessa Oristano, erano principalmente in provincia di Cagliari. La Sardegna fu quindi suddivisa in 4 province nel seguente modo:
| Province                        | Sigla                           | Comuni | Superficie | Abitanti |
| ------------------------------- | ------------------------------- | ------ | ---------- | -------- |
| Provincia di Cagliari           | CA                              | 104    | 6.895,26   |          |
| Provincia di Nuoro              | NU                              | 98     | 7.043,92   |          |
| Provincia di Oristano           | OR                              | 76     | 2.630,57   |          |
| Provincia di Sassari            | SS                              | 85     | 7.519,78   |          |
| Regione autonoma della Sardegna | Regione autonoma della Sardegna | 365    | 24.089,53  |          |

Per comprendere le successive modifiche amministrative bisogna tenere conto che la Regione Sardegna, autonoma dal 1948, si amministra da allora con uno statuto speciale: 
- Lo Statuto Speciale di Autonomia della Regione Sardegna approvato con legge costituzionale nº 3 del 26 febbraio 1948, all'art. 3 b), come modificato dall'art. 4 della legge costituzionale nº 2 del 23 settembre 1993 (Modifiche ed integrazioni agli statuti speciali per la Valle d'Aosta, per la Sardegna, per il Friuli-Venezia Giulia e per il Trentino-Alto Adige) riconosce alla regione autonoma competenza legislativa (esclusiva) in materia di "ordinamento degli enti locali e delle relative circoscrizioni";

- La legge regionale nº 4 del 2 gennaio 1997 (Riassetto generale delle Province e procedure ordinarie per l'istituzione delle nuove Province e la modificazione delle circoscrizioni provinciali) ha previsto all'articolo 1 la possibilità di procedere alla revisione generale delle circoscrizioni provinciali della Sardegna: l'istituzione di nuove province e la modifica delle circoscrizioni provinciali sono stabilite con legge regionale, su iniziativa dei comuni; l'art. 12 comma 2, stabilisce inoltre che la Regione provvede (...) a promuovere tutte le opportune iniziative nei confronti dello Stato, affinché il decentramento statale tenda a corrispondere agli ambiti territoriali provinciali nel territorio della Regione.

## 2005-2016

2005-2016

Con la legge regionale 12 luglio 2001, nº 9, vengono modificati i confini amministrativi già esistenti delle province di Cagliari, Nuoro, Oristano e Sassari e se ne aggiungono altre quattro. Le nuove province diventate operative in seguito alle elezioni provinciali dell'8 e 9 maggio 2005 erano quelle di:
- Olbia-Tempio, con capoluoghi Olbia e Tempio Pausania
- Ogliastra, con capoluoghi Lanusei e Tortolì
- Carbonia-Iglesias, con capoluoghi Carbonia e Iglesias
- Medio Campidano, con capoluoghi Sanluri e Villacidro

### Legittimità della creazione di nuove province
Essendo state queste province istituite dalla regione autonoma della Sardegna (a statuto speciale), il governo Berlusconi II sollevò dinanzi alla Corte costituzionale una questione di conflitto di attribuzione, poi giudicata infondata. La sentenza confermò che la Regione ha autonomia assoluta in materia di enti locali e che pertanto è di sua esclusiva competenza l'istituzione e la configurazione delle province nell'ambito del proprio territorio.

### Sedi di uffici statali e regionali
Le nuove province non avevano le sedi di alcuni uffici pubblici solitamente presenti nei capoluoghi di provincia. Lo Stato non è infatti tenuto ad attivare nelle nuove province sarde sedi articolate su base provinciale delle amministrazioni centrali, non in quanto si tratti di province di istituzione regionale, ma in quanto ai sensi del nuovo ordinamento degli enti locali (Decreto legislativo 267/2000) questo non è più obbligatorio e automatico nelle province di nuova istituzione.
Sono compresi tra gli uffici la cui istituzione è facoltativa per lo Stato la Prefettura-Ufficio Territoriale del Governo, la Questura, la Camera di commercio, i comandi provinciali di Vigili del fuoco, Carabinieri, Guardia di Finanza, Direzioni territoriali dell'economia e delle finanze, Ragioneria provinciale dello Stato, commissione tributaria provinciale, Direzione provinciale del lavoro, Dipartimento dei trasporti terrestri (ex Motorizzazione civile), le agenzie delle dogane, del territorio, del demanio (non presente anche in diversi capoluoghi di precedente istituzione) e delle entrate (che sono articolate in direzioni regionali e direzioni provinciali), le sedi provinciali INPS e INAIL (per le quali era stata comunque manifestata l'intenzione di aprire nuove sedi provinciali in tutti i capoluoghi).
Sono invece indipendenti dalla suddivisione provinciale i tribunali (le circoscrizioni giudiziarie sono autonome rispetto alle province) e le sedi del Corpo forestale (in quanto in Sardegna la suddivisione in ripartizioni è di competenza regionale). Circa gli ordini e collegi professionali (alcuni dei quali sono organizzati su base provinciale, ma la maggior parte di essi si articolano per circondari di tribunale o per regione), l'attivazione di nuove sedi dipende dalla legge istitutiva dell'ordine, e in linea di massima viene deliberata dal consiglio nazionale dell'ordine stesso. Infine, l'attivazione di un ufficio scolastico provinciale (ex Provveditorato agli studi) con il relativo centro servizi amministrativi è competenza della direzione scolastica regionale.

### Processo istitutivo
- Il 31 marzo 1999 il Consiglio regionale approva lo schema di nuovo assetto provinciale;
- Il 14 aprile 2000 il Consiglio regionale con legge regionale (istituzione delle province di Carbonia-Iglesias, del Medio Campidano, dell'Ogliastra e di Olbia-Tempio) propone l'istituzione delle province di Carbonia-Iglesias, del Medio Campidano, dell'Ogliastra e di Olbia-Tempio; il governo italiano tuttavia ri-invia alla Regione il provvedimento sostenendo che lo stesso non rientrava nelle competenze della regione autonoma (e che quindi nuove province possono essere istituite solo con leggi della Repubblica) e in quanto non appariva chiara sull'insussistenza di oneri per lo Stato;
- Il 6 giugno 2000 il Consiglio regionale riapprova, con modifiche, l'istituzione delle quattro nuove province, con la sola aggiunta di comma che richiama alla legge regionale nº 4/1997; Il Presidente del Consiglio dei ministri ha a questo punto promosso ricorso di legittimità costituzionale contro le leggi istitutive;
- La Corte costituzionale con sentenza nº 230 del 6 luglio 2001 dichiara non fondata la questione di legittimità costituzionale e riconosce che rientra nelle competenze della Regione Sardegna l'istituzione di nuove province nel suo territorio, anche in deroga alla generale disciplina in materia di istituzione di nuove province; precisa inoltre che non è stabilito alcun nesso necessario tra l'istituzione di una provincia e la creazione di uffici statali decentrati su scala corrispondente, la quale rientra nella discrezionalità del legislatore statale.
- Con la legge regionale nº 9 del 12 luglio 2001 (Istituzione delle Province di Carbonia-Iglesias, del Medio Campidano, dell'Ogliastra e di Olbia-Tempio), in attuazione della precedente legge regionale nº 4 del 1997 e con un unico articolo, la Regione ha istituito le nuove Province di Carbonia-Iglesias, del Medio Campidano, dell'Ogliastra e di Olbia-Tempio;
- La legge regionale nº 10 del 1º luglio 2002 (Adempimenti conseguenti alla istituzione di nuove Province, norme sugli amministratori locali e modifiche alla Legge regionale 2 gennaio 1997, nº 4), ha modificato la legge regionale e determinato gli adempimenti amministrativi conseguenti all'istituzione delle nuove Province; Tra l'altro l'articolo 10 quater della legge nº 4/2007 modificato diviene: I Capoluoghi delle nuove Province sono determinati dai Consigli provinciali delle medesime con norma statutaria, approvata a maggioranza dei due terzi dei componenti del Consiglio Provinciale. Lo statuto può stabilire la sede degli Organi della Provincia in Comuni diversi dal Capoluogo, ovvero può attribuire la qualifica di Capoluogo a una pluralità di Comuni, purché essi siano sede di Organi della Provincia.;
- Con legge regionale nº 10 del 13 ottobre 2003 (Ridefinizione delle circoscrizioni provinciali) sono state apportate delle rettifiche alla delimitazione e all'assetto delle circoscrizioni provinciali già approvato nel 1999;
- I commissari nominati dalla Giunta regionale ai sensi della legge regionale nº 4/1997 come modificata dalla legge regionale nº 10/2002, con il compito di curare ogni adempimento connesso all'istituzione delle quattro nuove province fino all'insediamento degli organi elettivi hanno individuato le sedi provvisorie delle stesse (Olbia e Tempio Pausania per la provincia di Olbia-Tempio, Lanusei e Tortolì per la provincia dell'Ogliastra, Sanluri per la provincia del Medio Campidano, Carbonia e Iglesias per la provincia di Carbonia-Iglesias) e approvato l'Ordinamento Generale degli Uffici e dei Servizi;
- a seguito delle elezioni amministrative dell'8 e 9 maggio 2005 si sono insediati gli organi delle neo-istituite province;
- I quattro nuovi Consigli provinciali hanno con norma statutaria stabilito la sede definitiva dei rispettivi capoluoghi, optando tutti per la soluzione del doppio capoluogo: Carbonia e Iglesias per la provincia di Carbonia-Iglesias (12 ottobre 2005), Sanluri e Villacidro per la provincia del Medio Campidano (18 gennaio 2006), Lanusei e Tortolì per la provincia dell'Ogliastra (14 giugno 2006) e Olbia e Tempio Pausania per la provincia di Olbia-Tempio (31 agosto 2006).

### Il contenzioso con lo Stato
La pari dignità giuridica dei nuovi enti con le province "statali" non venne riconosciuta da alcuni uffici dei Ministeri dei Trasporti e dell'Interno, il che generò un ulteriore conflitto tra Regione e Province e lo Stato Centrale. Il riferimento specifico era a una comunicazione ufficiale nella quale si sostiene che (...) sulla base di alcune comunicazioni intercorse per le vie brevi con i funzionari del ministero dell'Interno (...), la Provincia di Olbia, essendo stata costituita non con legge statale ma solo con legge regionale e avendo, conseguentemente, rilevanza all'interno della Regione Sardegna, non potrebbe avere titolo a ricevere dallo Stato le competenze economiche.
Durante lo svolgimento d'interrogazioni alla Camera il 19 luglio 2006, il vicepresidente del Consiglio Massimo D'Alema, in risposta all'interrogazione del deputato Antonio Satta ha testualmente precisato sull'argomento: "L'attuale normativa sui trasferimenti erariali può essere applicata solo alle province istituite a suo tempo con legge statale. Per poter distribuire alle nuove province sarde tali risorse occorre procedere a un'intesa con la Regione Sardegna e gli enti locali interessati per mettere a punto una norma di legge specificamente volta a disciplinare la ripartizione di trasferimenti statali in questione fra province madri e quelle di nuova istituzione. L'articolo 11 della legge regionale prevede che le province preesistenti trasferiscano alle province di nuova istituzione personale, strumenti, risorse finanziarie adeguate. Queste operazioni avrebbero dovuto essere poste in essere dai commissari regionali appositamente nominati entro il termine perentorio di 45 giorni. Successivamente il comma 30 dell'articolo 20 della legge regionale 4 dell'11 maggio 2006 ha autorizzato l'amministrazione regionale a concedere contributi a favore delle province, che sulla base di intese sottoscritte entro il 31 dicembre 2006 dispongano il trasferimento di personale a favore di province di nuova costituzione. I problemi connessi al funzionamento delle nuove province sarde sono già all'attenzione del governo, che considera i disagi e le incertezze che possono derivare ai cittadini dall'attuale situazione, anche perché nelle province di nuova istituzione c'è una diversa collocazione dei comuni rispetto alle circoscrizioni statali. Per la soluzione di questo complesso problema che ha il suo fondamento in una carenza legislativa, si è costituito presso dipartimento Funzione pubblica un tavolo tecnico, che sta affrontando la questione della piena operatività e del mancato trasferimento del personale alle province di nuova istituzione. Al tavolo, nel quale il Governo è presente attraverso i sottosegretari alle Riforme, Innovazione, Interno e Finanze sono stati convocati anche i presidenti delle nuove Province. Un primo incontro si è svolto il 12 luglio scorso. Sono stati affrontati già alcuni problemi e il governo intende continuare a lavorare con solerzia per affrontare le questioni e colmare il vuoto legislativo che impedisce una piena soluzione. Quanto alla specifica questione dell'assegnazione del personale del nucleo operativo del servizio escavazione porti di Olbia agli enti locali, la direzione del personale dell'ex ministero Infrastrutture e Trasporti ha richiesto la proroga fino al 31 dicembre 2007 del protocollo d'intesa stipulato con il comune di Olbia in attesa di poter emanare un DPCM che darà definitiva e stabile collocazione al personale". In sostanza lo Stato necessiterebbe di un proprio provvedimento legislativo per prendere atto della presenza delle nuove circoscrizioni provinciali ai fini della ripartizione delle risorse finanziarie.

### Spostamenti dei comuni tra le province
L'assetto delle circoscrizioni risalente al 2001, il quale era stato approvato nel 1999, disegnava le province nel seguente modo:
- Al Medio Campidano andarono 31 comuni della provincia di Cagliari e 10 (Escolca, Genoni, Gergei, Isili, Nuragus, Nurallao, Nurri, Orroli, Serri e Villanova Tulo) della provincia di Nuoro;
- A Carbonia-Iglesias andarono 24 comuni della provincia di Cagliari;
- All'Ogliastra andarono 23 comuni della provincia di Nuoro;
- A Olbia-Tempio andarono 23 comuni della provincia di Sassari e 2 di quella di Nuoro (Budoni e San Teodoro);

Inoltre vi furono ulteriori spostamenti di comuni:
- 8 comuni passarono dalla provincia di Nuoro a quella di Oristano (Bosa, Flussio, Laconi, Magomadas, Modolo, Sagama, Suni e Tinnura);
- Il comune di Montresta passò dalla provincia di Nuoro a quella di Sassari;
- Il comune di Escalaplano passò dalla provincia di Nuoro a quella di Cagliari;

La ridefinizione del 2003, avvenuta comunque prima ancora dell'effettiva operatività delle nuove province, modificò la geografia amministrativa sarda operando le seguenti modifiche:
- Dei 10 comuni già assegnati al Medio Campidano e provenienti dalla provincia di Nuoro, 9 passarono a quella di Cagliari (Escolca, Gergei, Isili, Nuragus, Nurallao, Nurri, Orroli, Serri e Villanova Tulo), e 1 (Genoni) a quella di Oristano;
- 3 comuni, già assegnati al Medio Campidano e provenienti dalla provincia di Cagliari, rimasero a quest'ultima (Guasila, Mandas e Samatzai);
- Il comune di Teulada, già assegnato a Carbonia-Iglesias, rimase alla provincia di Cagliari;
- Il comune di Badesi, rimasto alla provincia di Sassari, passò a quella di Olbia-Tempio;
- Il comune di Montresta, già passato alla provincia di Sassari e proveniente da quella di Nuoro, passò a quella di Oristano;
- 3 comuni passarono dalla provincia di Nuoro a quella di Cagliari (Esterzili, Sadali e Seulo);

Conseguentemente la situazione si stabilizzò, fino alla successiva modifica del 2016, nel seguente modo:
- Medio Campidano: 28 comuni (provenienti dalla provincia di Cagliari);
- Carbonia-Iglesias: 23 comuni (provenienti dalla provincia di Cagliari);
- Ogliastra: 23 comuni (provenienti dalla provincia di Nuoro);
- Olbia-Tempio: 26 comuni (24 provenienti dalla provincia di Sassari e 2 da quella di Nuoro);
- Cagliari: 71 comuni (complessivamente 38 comuni in meno, ma 13 nuovi provenienti dalla provincia di Nuoro);
- Sassari: 66 comuni (24 comuni in meno);
- Nuoro: 52 comuni (48 comuni in meno);
- Oristano: 88 comuni (10 comuni in più, provenienti dalla provincia di Nuoro).

### Demografia

2016-2025

Dal 2025

| Stemma | Provincia                       | Sigla | Comuni | Superficie (km²) | Abitanti  | Densità (ab./km²) |
| ------ | ------------------------------- | ----- | ------ | ---------------- | --------- | ----------------- |
|        | Cagliari                        | CA    | 71     | 4.596            | 564.314   | 122,78            |
|        | Carbonia-Iglesias               | CI    | 23     | 1.495            | 129.297   | 86,47             |
| —      | Medio Campidano                 | VS    | 28     | 1.516            | 101.716   | 67,09             |
|        | Nuoro                           | NU    | 52     | 3.934            | 159.659   | 40,58             |
|        | Ogliastra                       | OG    | 23     | 1.854            | 57.928    | 31,24             |
|        | Olbia-Tempio                    | OT    | 26     | 3.397            | 159.393   | 46,92             |
|        | Oristano                        | OR    | 88     | 3.040            | 165.069   | 54,30             |
|        | Sassari                         | SS    | 66     | 4.281            | 336.605   | 78,63             |
|        | Regione autonoma della Sardegna | —     | 377    | 24.090           | 1.673.981 | 69,48             |

### Soppressione
Queste nuove province sono state poi abolite dalla legge regionale nº 2 del 2016 in seguito a referendum, tornando a una situazione molto simile a quella precedente. Nei referendum del 2012 (validi per il superamento del quorum del 33%) la maggioranza dei votanti si è espressa a favore dell'abolizione. Un ulteriore quesito, di natura consultiva, ha visto altresì prevalere l'opzione diretta ad abolire le 4 province preesistenti. In seguito al progetto di abolizione o riforma delle province in Sardegna approvato dal Consiglio regionale il 24 maggio 2012, secondo gli intendimenti della Regione tutte le Province avrebbero dovuto trasformarsi in nuovi enti amministrativi o essere abolite dal 1º marzo 2013, passando le competenze ad altri enti intermedi, come le unioni dei comuni, da istituire nei mesi precedenti tale scadenza.

## 2016-2025
Con la legge regionale nº 2 del 2016 questo assetto è stato superato stabilendo che dal 20 aprile 2016 le province sarde sono Nuoro, Oristano, Sassari e Sud Sardegna con l'aggiunta della città metropolitana di Cagliari.

### Demografia
| Stemma | Città metropolitana e Provincia | Sigla | Comuni | Superficie (km2) | Abitanti  |
| ------ | ------------------------------- | ----- | ------ | ---------------- | --------- |
|        | Città metropolitana di Cagliari | CA    | 17     | 1 248            | 431 819   |
|        | Provincia di Sassari            | SS    | 92     | 7 692            | 493 331   |
|        | Provincia di Oristano           | OR    | 87     | 3 034            | 159 667   |
|        | Provincia di Nuoro              | NU    | 74     | 5 786            | 211 605   |
|        | Provincia del Sud Sardegna      | SU    | 107    | 6 339            | 355 371   |
|        | Regione Autonoma della Sardegna | —     | 377    | 24 100           | 1 651 793 |

## Dal 2025
Con la legge regionale nº 7 del 2021 è stata riformata di nuovo la suddivisione amministrativa della regione, ritornando a uno schema simile a quello del periodo 2005-2016, cosicché le province sarde sono diventate sei: Medio Campidano, Gallura Nord-Est Sardegna, Nuoro, Ogliastra, Oristano, Sulcis Iglesiente; a esse si affiancano le due città metropolitane di Cagliari e Sassari. Tuttavia tale legge è stata impugnata dal governo italiano, il che ha bloccato l'iter di attuazione in attesa del pronunciamento della Corte costituzionale.
Il 12 marzo 2022 la Consulta si è pronunciata a favore della Regione Autonoma della Sardegna (Sentenza 68/2022), dando di fatto il via libera alla re-istituzione delle province soppresse da referendum popolare nel 2012: i comuni facenti parte dei nuovi enti regionali previsti dalla legge regionale 12 aprile 2021, n. 7 sono infatti sovrapponibili per la quasi totalità a quelli previsti dalla legge regionale 12 luglio 2001, nº 9.
Il 13 aprile 2023 il consiglio regionale, su proposta della giunta regionale, approva un emendamento alla legge del 2021, definendone i tempi e i modi della riforma, che avrebbe dovuto vedere la sua applicazione completa nel 2024.
Il 2 febbraio 2025 la presidente della Sardegna Alessandra Todde ha firmato il decreto N. 8/29 per la nascita delle nuove province, i cui rispettivi presidenti e consigli saranno determinati da elezioni nel corso dell'autunno (e non del 2026, come inizialmente prospettato), dopo che l'8 e 9 giugno, unitamente al primo turno delle elezioni amministrative, si svolgeranno anche referendum comunali in cui i cittadini dei comuni che ne hanno fatto richiesta saranno chiamati a confermare o respingere il passaggio del comune stesso dall'una all'altra delle nuove province.

### Demografia
| Stemma | Città metropolitana e Province            | Sigla                           | Comuni | Superficie (km2) | Abitanti  |
| ------ | ----------------------------------------- | ------------------------------- | ------ | ---------------- | --------- |
|        | Città metropolitana di Cagliari           | CA                              |        |                  |           |
|        | Città metropolitana di Sassari            | SS                              |        |                  |           |
|        | Provincia di Oristano                     | OR                              |        |                  |           |
|        | Provincia di Nuoro                        | NU                              |        |                  |           |
|        | Provincia della Gallura Nord-Est Sardegna | (OT)                            |        |                  |           |
|        | Provincia del Medio Campidano             | VS                              |        |                  |           |
|        | Provincia del Sulcis Iglesiente           | (SU)                            |        |                  |           |
|        | Provincia dell'Ogliastra                  | OG                              |        |                  |           |
|        | Regione Autonoma della Sardegna           | Regione Autonoma della Sardegna |        | 24 100           | 1 651 793 |

## Galleria d'immagini

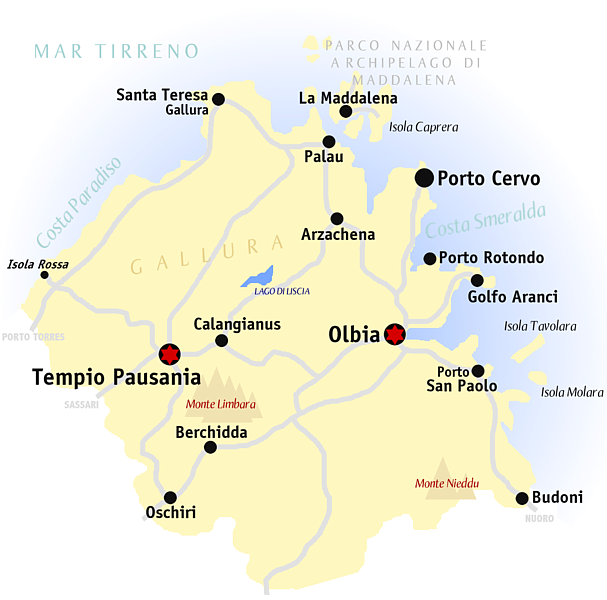
L'ex provincia di Olbia-Tempio
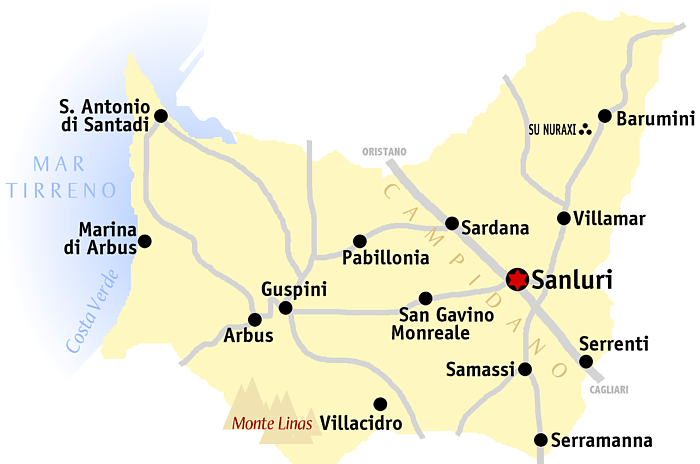
L'ex provincia del Medio Campidano
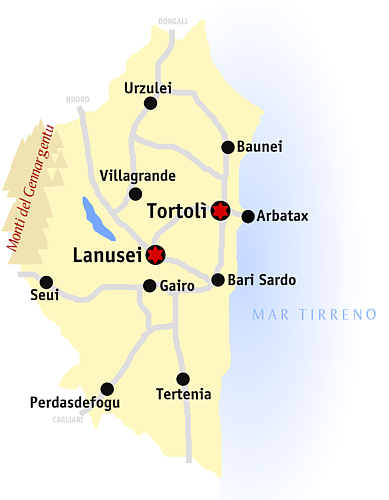
L'ex provincia dell'Ogliastra
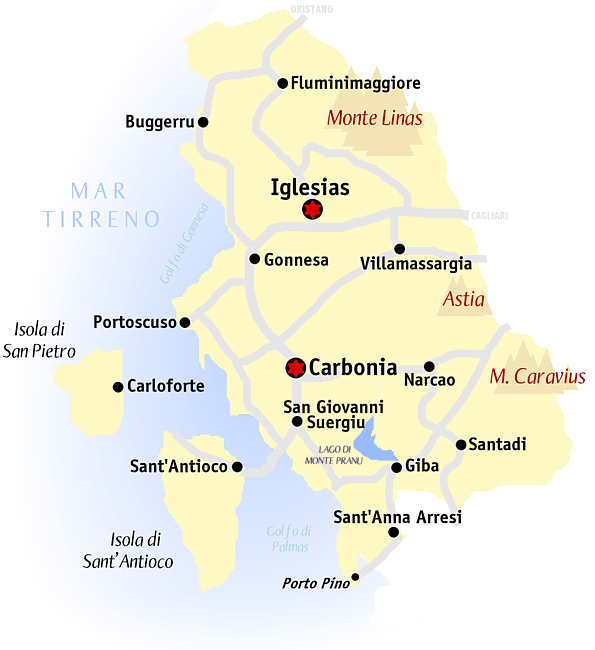
L'ex provincia di Carbonia-Iglesias